# Pigen fra Landsbyen
Pigen fra Landsbyen er en dansk stum dramafilm fra 1912 produceret af Filmfabrikken Skandinavien. Filmens instruktør er ukendt. Filmens tema er "hvid slavehandel", et tema, der i disse år blev behandlet i en lang række film. 
Filmen havde dansk premiere den 24. oktober 1912 i Kæmpe-Biografen og i Filmfabrikkens egen biograf Biorama. Filmen blev i Sverige og Finland udgivet i 1914 under titlen Den vita slavinnan.

## Handling
Denne artikel mangler et handlingsreferat. Hjælp os med at skrive det.

## Medvirkende
- Frederik Christensen som Den gamle bonde
- Mette Andersen som Den gamle bondes hustru
- Bertha Lindgreen som Mary, den gamle bondes datter
- Knud Rassow som Hans, skytte
- Helga Tønnesen som Anna, Marys veninde
- Robert Sperati som Frantz, Annas forlovede
- Vera Brechling som Fru van Elden
- Fritz Lamprecht som Dichson
- Carl Petersen som Joe Thompson
- Lauritz Hansen som "Stærke Charles"
- Solborg Fjeldsøe Rasmussen som "Moer Oline"
- Edmund Petersen som Bill, tjener hos Dichson